# Acide lignosulfonique
L'acide lignosulfonique est un acide sulfonique, dérivé de la lignine, de formule C20H26O10S2. Il s'agit de l'acide conjugué des sels appelés lignosulfonates (en), qui sont utilisés comme superplastifiants dans les bétons, et dont fait partie le lignosulfonate de calcium et le lignosulfonate de sodium.
L'acide lignosulfonique est un sous-produit du procédé aux sulfites (en) servant à la fabrication de la pulpe de bois.